# Dobranje (Cista Provo)
Dobranje is een plaats in de gemeente Cista Provo in de Kroatische provincie Split-Dalmatië. De plaats telt 378 inwoners (2001).